# Ramón Barea Unzueta
Ramón Barea Unzueta (n. Huy, Bélgica; 1964) es un historiador español y guía viajero.

## Trayectoria
Es autor de Hendaia 1940, un libro que aborda la ocupación alemana de la localidad de Hendaya durante la Segunda Guerra Mundial, y de Gipuzkoa 1940 (2004), diario fotográfico de la presencia alemana en Guipúzcoa durante la guerra.
En 2008 es nombrado comisario de la exposición Búnker-Arqueología en el Museum Cemento Rezola de San Sebastián (España) y ejerce de guía en las excursiones organizadas al castillo de Abaddie para ver in situ los restos de búnkeres y otras construcciones fortificadas construidas por los alemanes entre los años 1941 y 1944 en la zona.
- Datos: Q5393323